# برج الميزان
برج الميزان () هو سابع برج من الأبراج الإثنى عشر من دائرة البروج أي قوس من دائرة مسار الشمس. برج من الجهة الجنوبية للسماء. تمر الشمس من برج المیزان من 23 سبتمبر الی 23 أکتوبر. تكون الشمس في أول هذا البرج عند اعتدال الشمس الخریفي. في الماضي البعید کانت كوكبة الميزان في هذه البرج ویسمی بالمیزان والیوم کوکبة فلكية العذراء فیها نتيجة لتقدم محور الأرض.

## الارتباطات الفلكية
الميزة الكاردينالية للأبراج الثلاثة الهوائية هي العدل، والأبراج الأخرى هي الجوزاء والدلو. الدلالات الرئيسية للكواكب تحت هذا البرج هي الاجتماعية والعقلانية والمستقلة عند التعامل مع المواقف. يتم ترميز العدل بالميزان ويرتبط بإله الروماني "ايوستيتيا". ووفقًا للكاتب مانيليوس، يولد القضاة الرومان تحت برج العدل.
كما قيل إن القمر كان في برج العدل عند تأسيس روما، واستند ذلك إلى المقطع التاريخي الذي يذكر "كوا كونديتا روما". كان كل شيء متوازنًا تحت هذا البرج العادل. قال مانيليوس مرة أن العدل هو البرج "الذي تتوازن فيه المواسم". تتطابق ساعات النهار وساعات الليل مع بعضها البعض. ولهذا السبب وثق الرومان كثيرًا في هذا البرج المتوازن. في العصور اليونانية القديمة، كانت كوكبة العدل بين برج العذراء وبرج العقرب يحكمها كوكبة العقرب. كانوا يطلقون على المنطقة الكلمة اللاتينية "كيلي" والتي تُترجم إلى "المخالب" والتي يمكن أن تساعد في تحديد النجوم الفردية التي تشكل كوكبة العدل بالكامل، نظرًا لأنها ارتبطت ارتباطًا وثيقًا بكوكبة العقرب في السماء.